# Ochromima megalopoides
Ochromima megalopoides är en skalbaggsart som först beskrevs av Bates 1866.  Ochromima megalopoides ingår i släktet Ochromima och familjen långhorningar.
Artens utbredningsområde är:
- Guyana.
- Surinam.

Inga underarter finns listade i Catalogue of Life.